# Mount Boucherie

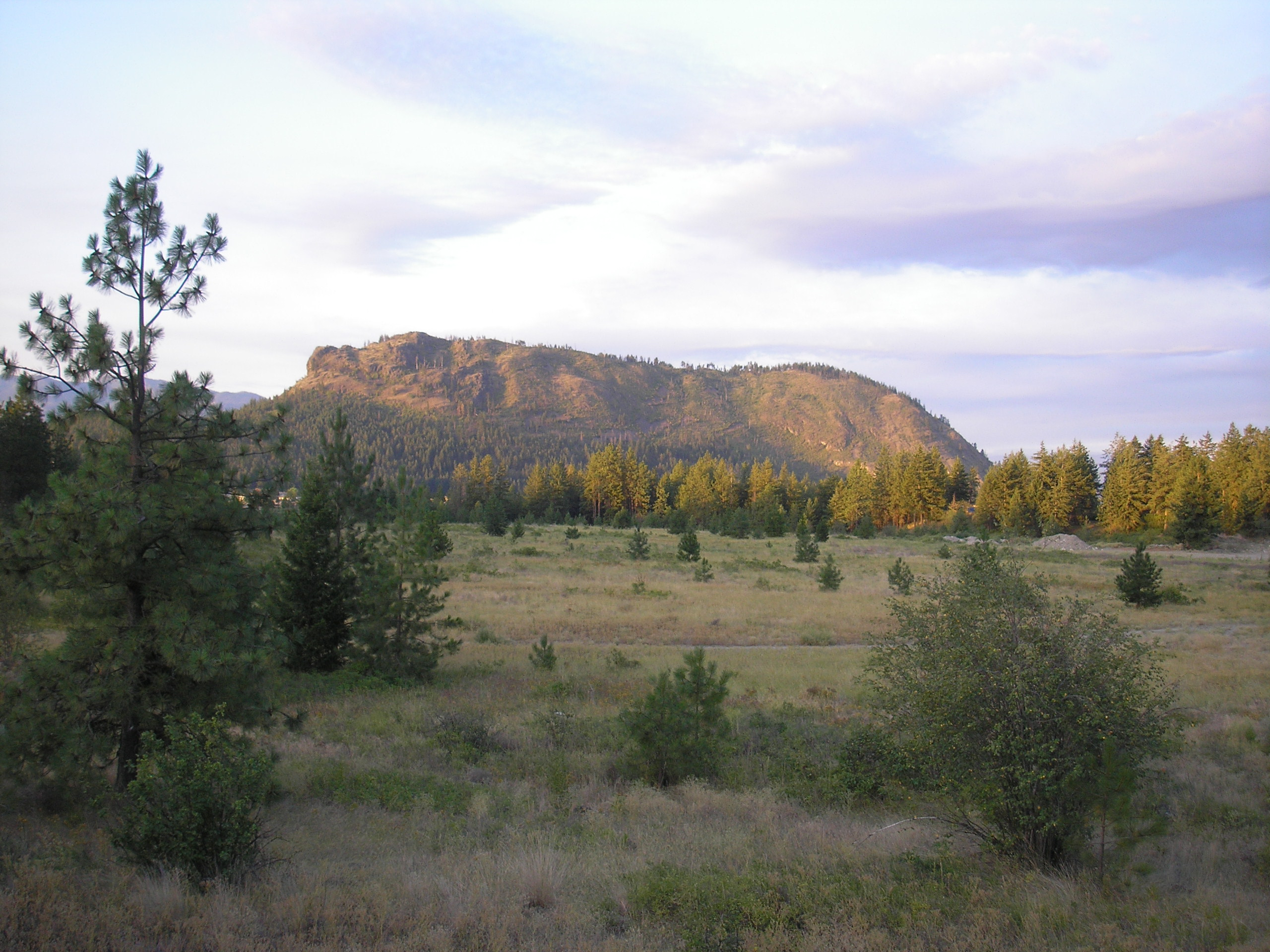
Norra sidan av Mount Boucherie.

Mount Boucherie är ett berg beläget i West Kelowna på den västra stranden av sjön Okanagan Lake, British Columbia, Kanada, mitt emot staden Kelowna. Den är resterna av en tidigare stratovulkan skapat nästan 60 miljoner år sedan. Mellan fyra och sex olika glaciala perioder under de senaste 50 miljoner åren har urholkat vulkanen och skapat Mount Boucherie. Även om den nu bara reser sig 417 meter över den närliggande sjönivån, beräknas den en gång ha haft en höjd av 2000 meter eller mer.